# Костел Матері Божої Неустанної Помочі (Львів)
Костел Матері Божої Неустанної Помочі — чинний костел РКЦ у Львові, на вулиці Гетьмана Мазепи, 46.

## Розташування
Костел розташований у північній частині Львова на вулиці Мазепи. Складний у плані, зорієнтований на осі північ-південь із головним фасадом із півночі, розташованим паралельно до вулиці.

## Історія
У 1933 році на цьому місці збудовано попередній невеликий дерев'яний костел Матері Божої Неустанної Помочі. 1992 року при ньому було відновлено римо-католицьку парафію. Рішенням міськвиконкому від 8 жовтня 1993 року передано громаді. 1997 року під час візиту до Легниці Іван Павло II освятив фундаційну таблицю для нового храму і наступного року розпочато будівництво за новаторським проєктом львівського архітектора Олександра Матвіїва. Від часу відновлення парафії до 2017 року парохом був воскресенець о. Анджей Ягелка, а з 2017 року — о. Микола Ліпітак. У костелі відбуваються меси українською та польською мовами.

## Архітектура
Збудований із цегли та залізобетону. У цокольному поверсі знаходиться нижня каплиця та громадський центр, з південного боку храму розташоване захристя. Храм освітлюється через великі вікна: подвійне над хорами, а також два вікна по обидва боки від хорів. Вікна є також в даху та над головним вівтарем. Мінімалістичний вівтар спроєктувала і подарувала храмові познанська архітекторка Вероніка Венславська. Фасад увігнутий із двома сильно піднятими догори волютами, що символізують руки Оранти. До головного входу від вулиці провадять широкі сходи. Справа прилягає вузька дзвіниця відкритого типу із трьома дзвонами. Перед входом до костелу встановлено залишки придорожньої фігури датованої 1615 роком.

## Світлини

Вид на вівтар
Хори
Залізобетонні склепіння